# Cissus rufescens
Cissus rufescens är en vinväxtart som beskrevs av Guill. & Perr.. Cissus rufescens ingår i släktet Cissus och familjen vinväxter. Inga underarter finns listade i Catalogue of Life.